# Tribes of Europa
Tribes of Europa ist eine deutsche Fernsehserie mit Henriette Confurius, Emilio Sakraya und David Ali Rashed. Regie führten in jeweils drei Folgen Philip Koch und Florian Baxmeyer nach einem Drehbuch von Philip Koch, Jana Burbach und Benjamin Seiler. Die Serie wurde am 19. Februar 2021 auf Netflix veröffentlicht.

## Handlung
Die dystopische Serie spielt im Jahr 2074. Europa ist nach einer Katastrophe und einem globalen Blackout in zahlreiche Zwergstaaten zerfallen, in denen einzelne Stämme (Tribes) um die Vorherrschaft kämpfen. Im Zentrum der Handlung stehen die drei Geschwister Liv, Kiano und Elja vom Stamm der Origines.
Die Origines führen ein naturverbundenes, zurückgezogenes und friedliches Leben. Nach deren Meinung ist die Technologie für den Untergang der alten Welt verantwortlich. Ein weiterer Stamm sind die technologisch fortgeschrittenen Atlantier, die den globalen Blackout unbeschadet überstanden haben. Der Stamm der Crows lebt in einem diktatorischen System, sie möchten die Herrschaft über alle anderen Stämme erlangen. Aus der Armee des Eurokorps wurde die Crimson Republic gebildet, die aus Militärbasen agiert, die Tribes beschützen und die menschliche Zivilisation aufrechterhalten möchte.
Nachdem ein Pilot der Atlantier mit seinem Raumschiff in der Nähe eines Dorfes von Liv, Kiano und Elja abstürzt, beginnt ein Krieg um einen Würfel, den Cube. Die drei Geschwister geraten damit mitten in diesen Konflikt der vier Zivilisationen.
Die Geschwister geraten zwischen und in die Fronten der verschiedenen Konfliktparteien.

## Produktion und Hintergrund

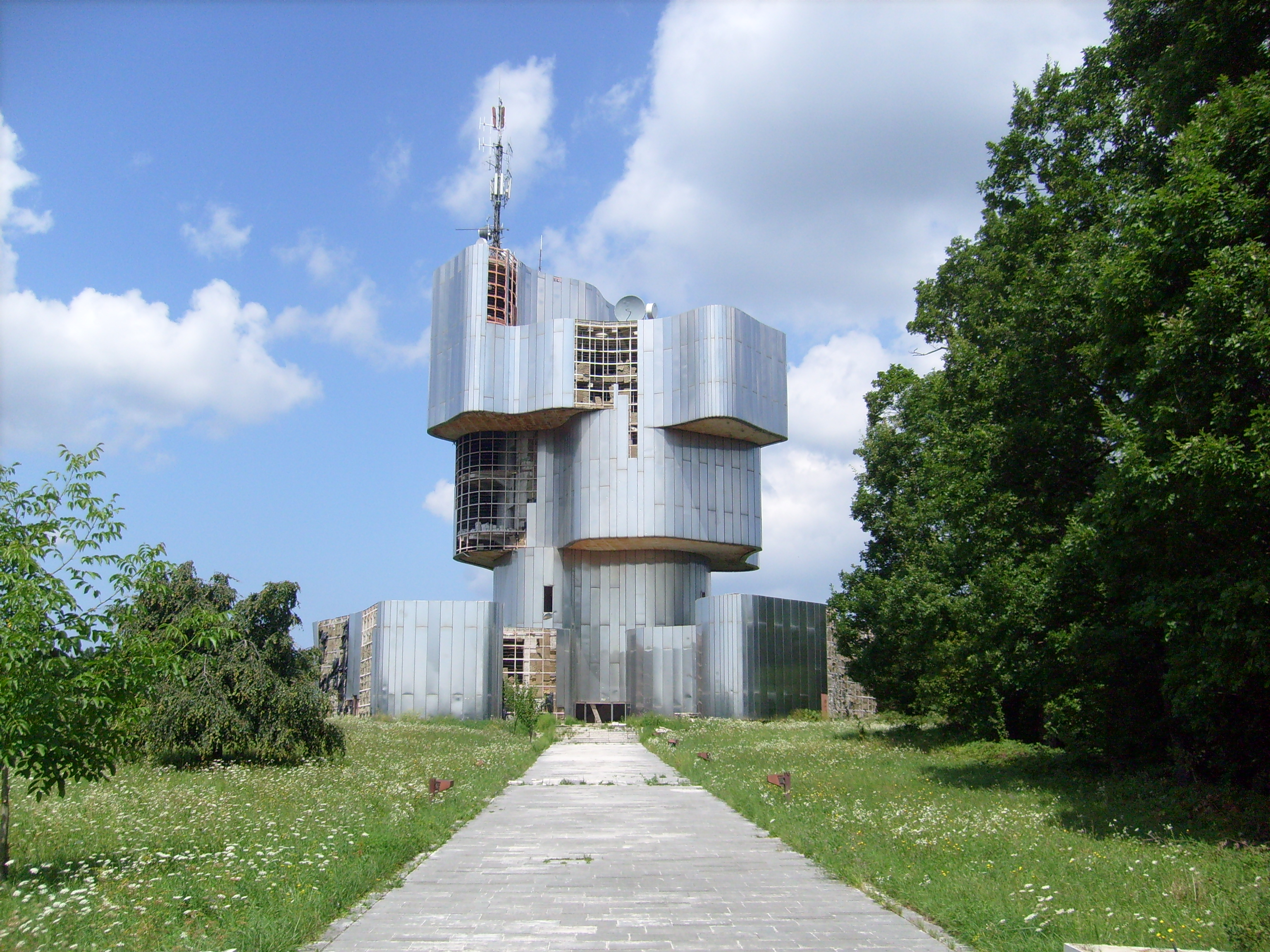
Einer der Drehorte: das Denkmal von Petrova Gora

Die Dreharbeiten fanden vom 9. September bis zum 22. Dezember 2019 in Tschechien, Kroatien und Deutschland statt. Drehort war unter anderem Berlin. Markanter Drehort in Kroatien war das verfallene, jugoslawische Denkmal von Petrova Gora, in der sich in der Serie das Camp Ahrenberg befindet.
Produziert wurde die Serie von der deutschen Wiedemann & Berg Filmproduktion der Produzenten Quirin Berg und Max Wiedemann, die zuvor die Netflix-Serie Dark produziert hatten. Unterstützt wurde die Produktion vom FilmFernsehFonds Bayern.
Die Kamera führte Christian Rein. Für das Maskenbild zeichnete Inga Raslanaitė verantwortlich, für das Kostümbild Thomas Oláh und für das Szenenbild Julian R. Wagner.
Am 16. Dezember 2020 wurde ein erster Trailer veröffentlicht. Die Serie wurde nach der ersten Staffel abgesetzt.

## Rezeption
Bis zum 13. März 2021 zählte die Filmrezensionsseite Rotten Tomatoes sechs positive und eine negative Kritik mit einem Tomatometer von 88 % sowie einem Audience Score von 80 %.
Matthias Halbig (RedaktionsNetzwerk Deutschland) bezeichnete die Serie als „deutsche Standardpostapokalypse“, in die man anders als in andere Geschichten um Endzeit und Modelle eines Neubeginns wie The 100 oder The Walking Dead nur widerstrebend eintauche. Zu viel sei ungelenk und standardmäßig. Der „überwiegend gut fotografierten 08/15-Story mit Standarddialogen“ fehle es an Tiefe, Komplexität und Originalität. Zuweilen sei Logik auch ein Problem, gelegentlich habe die Serie aber Witz.
Astrid Ebenführer schrieb auf derStandard.at, dass nicht alle Handlungen frei von Klischees seien und in manchen Teilen recht schablonenhaft konstruiert wirkten, vieles bliebe an der Oberfläche. Trotzdem liefere Tribes of Europa gute Unterhaltung. Freunde der postapokalyptischen Welt im Stil von Mad Max würden auch diese Serie mögen.
Daniel Gerhardt meinte auf Zeit Online, dass schon eine Zusammenfassung der Rahmenhandlung nach wildem Ritt klinge. Auf Fernsehbildschirmen und Laptopdisplays sehe die Serie allerdings noch viel konfuser aus. Jedes der drei Geschwisterschicksale scheine verschiedenen Vorbildern der Sci-Fi-, Western- und Fantasy-Geschichte zu folgen. Einen eigenen Stil fände die Serie zwischen all diesen Referenzen nicht.
Eric Leimann befand im Weser Kurier, dass die Serie am meisten Spaß mache, wenn die Crows ins Spiel kommen. Melika Foroutan und Sebastian Blomberg böten ein faszinierend schillerndes Schauspiel, während die Serie ansonsten vor allem mit tollen Set Designs und atemberaubendem Tempo im Wechsel der aufwendigen Schauplätze überzeuge und mit unzähligen, pittoresk zerfallenen Industrie-Denkmälern aus unserer Gegenwart zu gefallen wisse.
Peter Weissenburger kritisiert in der taz, dass die Darstellung der Protagonisten und Antagonisten einer überholten und überwundenen Kodierung folgt. Die Guten seien hetero und naturverbunden, die Bösen queer und hedonistisch. Die Crows seien durch ihre Gewalt bereits moralisch korrupt, trotzdem werden sie unnötigerweise – an einer abendländischen Vorstellung gemessen – als moralisch korrupt ästhetisiert. Gleichzeitig würden die Helden unmissverständlich hetero und genderbinär dargestellt und damit würde für diese Eigenschaften eine Form von Natürlichkeit impliziert. Er gibt zu bedenken, dass während andere Mainstream-Dystopien der Stereotypen-Falle entkämen, Science-Fiction im deutschen Fernsehen nicht wieder hineingleiten solle.

## Auszeichnungen und Nominierungen
Romyverleihung 2021
- Nominierung in der Kategorie Beste Produktion (Philip Koch, Florian Baxmeyer, Wiedemann & Berg Filmproduktion, Quirin Berg, Max Wiedemann, Maximilian Vetter)[20]

Deutsche Akademie für Fernsehen 2021
- Nominierung in der Kategorie Schauspielerin – Nebenrolle (Melika Foroutan)
- Nominierung in der Kategorie Stunt (Michael Bornhütter, Alister Mazzotti und Markus Haas)